# Nebelhorn Trophy de 2003
Nebelhorn Trophy de 2003 foi a trigésima quinta edição do Nebelhorn Trophy, um evento anual de patinação artística no gelo organizado pela União Alemã de Patinação no Gelo (em alemão:  Deutsche Eislauf-Union). A competição foi disputada entre os dias 3 de setembro e 6 de setembro, na cidade de Oberstdorf, Alemanha.

## Eventos
- Individual masculino
- Individual feminino
- Duplas
- Dança no gelo

## Medalhistas
| Evento                        | Ouro                                              | Prata                                      | Bronze                                                |
| Individual masculino detalhes | Nicholas Young · Canadá                           | Scott Smith · Estados Unidos               | Nicholas LaRoche · Estados Unidos                     |
| Individual feminino detalhes  | Jennifer Don · Estados Unidos                     | Lesley Hawker · Canadá                     | Olga Naidenova · Rússia                               |
| Duplas detalhes               | Utako Wakamatsu · Jean-Sébastien Fecteau · Canadá | Pascale Bergeron · Robert Davison · Canadá | Laura Handy · Jeremy Allen · Estados Unidos           |
| Dança no gelo detalhes        | Svetlana Kulikova · Vitali Novikov · Rússia       | Jana Khokhlova · Sergei Novitski · Rússia  | Christie Moxley · Alexander Kirsanov · Estados Unidos |

## Resultados

### Individual masculino
| Pos.              | Nome                 | Nacionalidade       | Pontos | PC         | PL         |
| ----------------- | -------------------- | ------------------- | ------ | ---------- | ---------- |
| Medalha de ouro   | Nicholas Young       | Canadá              | 183.13 | 69.20 (1)  | 113.93 (2) |
| Medalha de prata  | Scott Smith          | Estados Unidos      | 181.40 | 60.80 (2)  | 120.60 (1) |
| Medalha de bronze | Nicholas Laroche     | Estados Unidos      | 172.14 | 59.16 (3)  | 112.98 (3) |
| 4                 | Alexei Vasilevsky    | Rússia              | 161.52 | 57.63 (4)  | 103.89 (4) |
| 5                 | Filip Stiller        | Suécia              | 155.77 | 54.40 (6)  | 101.37 (5) |
| 6                 | Trifun Zivanovic     | Sérvia e Montenegro | 151.68 | 52.84 (8)  | 98.84 (6)  |
| 7                 | Vincent Restencourt  | França              | 151.07 | 56.27 (5)  | 94.80 (7)  |
| 8                 | Noriyuki Kanzaki     | Japão               | 138.29 | 46.19 (12) | 92.10 (8)  |
| 9                 | Ari-Pekka Nurmenkari | Finlândia           | 138.17 | 49.11 (9)  | 89.06 (9)  |
| 10                | Gregor Urbas         | Eslovênia           | 136.19 | 54.03 (7)  | 82.16 (12) |
| 11                | Martin Liebers       | Alemanha            | 128.03 | 43.73 (15) | 84.30 (10) |
| 12                | Maciej Kuś           | Polônia             | 127.71 | 47.77 (11) | 79.94 (13) |
| 13                | Frederik Pauls       | Alemanha            | 126.52 | 48.20 (10) | 78.32 (14) |
| 14                | Kristoffer Berntsson | Suécia              | 126.48 | 44.32 (14) | 82.16 (11) |
| 15                | Mikko Minkkinen      | Finlândia           | 119.04 | 44.69 (13) | 74.35 (16) |
| 16                | Aidas Reklys         | Lituânia            | 110.00 | 33.86 (17) | 76.14 (15) |
| WD                | Clemens Brummer      | Alemanha            | —      | 43.00 (16) | — (WD)     |

### Individual feminino
| Pos.              | Nome              | Nacionalidade  | Pontos | PC         | PL         |
| ----------------- | ----------------- | -------------- | ------ | ---------- | ---------- |
| Medalha de ouro   | Jennifer Don      | Estados Unidos | 143.07 | 49.54 (1)  | 93.53 (1)  |
| Medalha de prata  | Lesley Hawker     | Canadá         | 131.46 | 47.04 (2)  | 84.42 (2)  |
| Medalha de bronze | Olga Naidenova    | Rússia         | 119.54 | 38.16 (9)  | 81.38 (3)  |
| 4                 | Miia Marttinen    | Finlândia      | 119.43 | 44.50 (4)  | 74.93 (6)  |
| 5                 | Daria Timoshenko  | Azerbaijão     | 118.62 | 44.36 (5)  | 74.26 (7)  |
| 6                 | Denise Zimmermann | Alemanha       | 118.35 | 40.94 (6)  | 77.41 (4)  |
| 7                 | Amber Corwin      | Estados Unidos | 117.87 | 45.80 (3)  | 72.07 (8)  |
| 8                 | Sara Falotico     | Bélgica        | 113.64 | 36.32 (12) | 77.32 (5)  |
| 9                 | Katharina Häcker  | Alemanha       | 109.92 | 40.50 (7)  | 69.42 (9)  |
| 10                | Kristin Wieczorek | Alemanha       | 101.79 | 36.88 (10) | 64.91 (10) |
| 11                | Caroline Gülke    | Alemanha       | 96.46  | 38.76 (8)  | 57.70 (11) |
| 12                | Constanze Kemmner | Alemanha       | 86.58  | 33.84 (13) | 52.74 (13) |
| 13                | Shirene Human     | África do Sul  | 85.03  | 36.74 (11) | 48.29 (15) |
| 14                | Iryna Lukianenko  | Ucrânia        | 84.38  | 30.36 (15) | 54.02 (12) |
| 15                | Alenka Zidar      | Eslovênia      | 83.77  | 32.00 (14) | 51.77 (14) |
| WD                | Idora Hegel       | Croácia        | —      | — (WD)     |            |

### Duplas
| Pos.              | Nome                                     | Nacionalidade  | Pontos | PC        | PL        |
| ----------------- | ---------------------------------------- | -------------- | ------ | --------- | --------- |
| Medalha de ouro   | Utako Wakamatsu / Jean-Sébastien Fecteau | Canadá         | 150.24 | 51.00 (1) | 99.24 (1) |
| Medalha de prata  | Pascale Bergeron / Robert Davison        | Canadá         | 132.98 | 46.20 (3) | 86.78 (2) |
| Medalha de bronze | Laura Handy / Jeremy Allen               | Estados Unidos | 130.33 | 47.28 (2) | 83.05 (3) |
| 4                 | Larisa Spielberg / Craig Joeright        | Estados Unidos | 125.26 | 43.20 (5) | 82.06 (4) |
| 5                 | Nicole Nönnig / Matthias Bleyer          | Alemanha       | 119.78 | 42.48 (6) | 77.30 (5) |
| 6                 | Mikkeline Kierkgaard / Norman Jeschke    | Alemanha       | 118.00 | 43.24 (4) | 74.76 (6) |
| 7                 | Anastasia Kuzmina / Stanislav Evdokimov  | Rússia         | 112.72 | 42.08 (7) | 70.64 (7) |
| 8                 | Milica Brozovic / Vladimir Futas         | Eslováquia     | 102.54 | 38.12 (8) | 64.42 (8) |
| WD                | Eva-Maria Fitze / Rico Rex               | Alemanha       | —      | 35.40 (9) | — (WD)    |

### Dança no gelo
| Pos.              | Nome                                  | Nacionalidade  | Pontos | DC         | DO         | DL         |
| ----------------- | ------------------------------------- | -------------- | ------ | ---------- | ---------- | ---------- |
| Medalha de ouro   | Svetlana Kulikova / Vitali Novikov    | Rússia         | 158.88 | 28.74 (5)  | 45.74 (1)  | 84.46 (1)  |
| Medalha de prata  | Jana Khokhlova / Sergei Novitski      | Rússia         | 154.58 | 31.14 (2)  | 42.05 (4)  | 81.41 (2)  |
| Medalha de bronze | Christie Moxley / Alexander Kirsanov  | Estados Unidos | 153.63 | 30.68 (3)  | 43.51 (3)  | 79.47 (6)  |
| 4                 | Sinead Kerr / John Kerr               | Reino Unido    | 153.38 | 28.08 (7)  | 44.33 (2)  | 81.03 (3)  |
| 5                 | Alexandra Kauc / Michał Zych          | Polônia        | 153.03 | 32.35 (1)  | 40.81 (7)  | 79.88 (4)  |
| 6                 | Lydia Manon / Ryan O'Mara             | Estados Unidos | 150.72 | 29.27 (4)  | 41.84 (5)  | 79.66 (5)  |
| 7                 | Tara Doherty / Tyler Myles            | Canadá         | 138.80 | 23.85 (10) | 37.02 (8)  | 77.91 (7)  |
| 8                 | Judith Longpre / Shae Zukiwski        | Canadá         | 134.26 | 28.08 (6)  | 40.97 (6)  | 65.26 (8)  |
| 9                 | Maria Binxzyk / Michał Tomaszewski    | Polônia        | 116.16 | 24.41 (9)  | 33.12 (9)  | 59.33 (10) |
| 10                | Agnieszka Dulej / Slawonir Janicki    | Polônia        | 110.65 | 25.58 (8)  | 29.43 (10) | 58.61 (11) |
| 11                | Natalie Buck / Trent Nelson-Bond      | Austrália      | 106.83 | 21.31 (11) | 26.01 (11) | 55.65 (19) |
| WD                | Anastasia Grebenkina / Vazgen Azrojan | Armênia        | —      | — (WD)     |            |            |

## Quadro de medalhas
| Ordem | País           | Medalha de ouro | Medalha de prata | Medalha de bronze |    | Ordem por total |
| ----- | -------------- | --------------- | ---------------- | ----------------- | -- | --------------- |
| 1     | Canadá         | 2               | 2                |                   | 4  | 2               |
| 2     | Estados Unidos | 1               | 1                | 3                 | 5  | 1               |
| 3     | Rússia         | 1               | 1                | 1                 | 3  | 3               |
| TOTAL | TOTAL          | 4               | 4                | 4                 | 12 | —               |